# Dialetti bolognesi rustici orientali
I dialetti bolognesi rustici orientali, nella classificazione di Daniele Vitali, sono una varietà linguistica della lingua emiliana appartenente al ramo dei dialetti di tipo bolognese parlati nei comuni della pianura ad est di Bologna: Baricella, Malalbergo, Budrio, Castel Guelfo di Bologna, Castel San Pietro Terme, Medicina, Minerbio, Molinella e Ozzano dell'Emilia.
La loro principale caratteristica comune è quella di mantenere i, u del latino volgare davanti a /N/, per cui galîna, lûna /ga'liina, 'luuna/ "gallina, luna" nel dialetto di Budrio, mentre il dialetto bolognese cittadino ha galéṅna, lóṅna /ga'leŋna, 'loŋna/.
Nella parte più a nord-est del ramo dialettale rustico orientale, la -a finale di parola è diventata -e, per cui a Malalbergo, Minerbio e Baricella si dice galîne, lûne /ga'liine, 'luune/.